# Meridià 171 a l'oest
El meridià 171 a l'oest de Greenwich és una línia de longitud que s'estén des del pol Nord travessant l'oceà Àrtic, Amèrica del Nord, l'oceà Pacífic, Oceania, l'oceà Antàrtic, i l'Antàrtida fins al pol Sud.
El meridià 171 a l'oest forma un cercle màxim amb el meridià 9 a l'est. Com tots els altres meridians, la seva longitud correspon a una semicircumferència terrestre, uns 20.003,932 km. Al nivell de l'Equador, és a una distància del meridià de Greenwich de 19.036 km.

## De Pol a Pol
Començant en el pol Nord i dirigint-se cap al pol Sud, aquest meridià travessa:
| Coordenades                               | País, territori o mar | Notes |
| ----------------------------------------- | --------------------- | --- |
| 90° 0′ N, 171° 0′ O / 90.000°N,171.000°O  | Oceà Àrtic            | |
| 71° 50′ N, 171° 0′ O / 71.833°N,171.000°O | Mar dels Txuktxis     | |
| 66° 32′ N, 171° 0′ O / 66.533°N,171.000°O | Rússia                | Districte autònom de Txukotka — Península de Txukotka |
| 65° 29′ N, 171° 0′ O / 65.483°N,171.000°O | Mar de Bering         | |
| 63° 35′ N, 171° 0′ O / 63.583°N,171.000°O | Estats Units          | Alaska — Illa de Sant Llorenç |
| 63° 25′ N, 171° 0′ O / 63.417°N,171.000°O | Mar de Bering         | Passa a l'est de Chagulak, Alaska, Estats Units (a 52° 34′ N, 171° 6′ O / 52.567°N,171.100°O) · Passa a l'oest de Yunaska, Alaska, Estats Units (a 52° 33′ N, 170° 51′ O / 52.550°N,170.850°O) |
| 52° 32′ N, 171° 0′ O / 52.533°N,171.000°O | Oceà Pacífic          | Passa a l'est de l'illa Enderbury, Kiribati (a 3° 8′ S, 171° 4′ O / 3.133°S,171.067°O) · Passa a l'oest de Rawaki, Kiribati (a 3° 43′ S, 170° 43′ O / 3.717°S,170.717°O) · Passa a l'est de Manra, Kiribati (a 4° 27′ S, 171° 13′ O / 4.450°S,171.217°O) · Passa a l'est de l'atol Fakaofo, Tokelau (a 9° 21′ S, 171° 11′ O / 9.350°S,171.183°O) · Passa a l'est de l'illa de Swains, Samoa Nord-americana (reclamada per Tokelau) (a 11° 3′ S, 171° 3′ O / 11.050°S,171.050°O) · Passa a l'oest de l'illa de Tutuila, Samoa Nord-americana (a 14° 19′ S, 170° 51′ O / 14.317°S,170.850°O) |
| 60° 0′ S, 171° 0′ O / 60.000°S,171.000°O  | Oceà Antàrtic         | |
| 78° 29′ S, 171° 0′ O / 78.483°S,171.000°O | Antàrtida             | Dependència de Ross, reclamat per Nova Zelanda |